# Kovaštvo
Kovaštvo je obrtno obdelovanje kovin, zlasti železa in jekla, v toplem ali hladnem stanju z različnimi tehnološkimi postopki.  Prvotno je povezovalo obrtne zvrsti, ki so se postopno osamosvojile (žebljarstvo, ključavničarstvo, puškarstvo). V kovaški obrti razlikujemo podkovno, orodno, stavbno in vozovno kovaštvo. Podkovni kovači so izdelovali konjske in volovske podkve, vozovni so skrbeli za okovanje različnih vrst vozov in njihovo popravilo, orodni so izdelovali in popravljali kmetijska in gozdarska orodja in naprave. Zlasti podkovni kovači so bili poučeni o osnovah veterinarstva, marsikdaj so bili kovači vešči ruvanja zob. Posebna zvrst je umetnostno kovaštvo.
Do srede 19. stoletja je poznano fužinarsko žebljarstvo (v Kropi, Kamni Gorici, Železnikih, Mežici, Črni na Koroškem), ki je postopoma propadalo do konca 19. stoletja zaradi uvajanja tovarniško izdelanih žičnikov. Na podeželju se je ohranilo predvsem podkovno, vozovno in orodno kovaštvo.
Kovaštvo je muzejsko predstavljeno v Kovaškem muzeju Kropa, v zbirki na Muti, v zasebni Podgorškovi zbirki v Pišecah in v Kovaškem muzeju Razkrižje.